# Solar dos Airizes
O Solar dos Airizes é uma construção de estilo colonial, localizada na BR356, estrada Campos-Atafona, Localidade de Martins Lage, no município de Campos dos Goytacazes, estado do Rio de Janeiro, tombado pelo Instituto do Patrimônio Histórico e Artístico Nacional (Iphan), em 1940 sob o número 177-T-1938, inscrição no Livro de Belas Artes nº 276, de 19/02/1940.
Foi construído no século XIX como residência de Alberto Ribeiro Lamego, um dos nomes mais conhecidos de Campos dos Goytacazes, e é uma típica construção das fazendas da época. Possui dois pavimentos de mesmas áreas, onde o primeiro é um porão alto e o segundo a parte habitável. Sua planta tem formato de “U”; sua fachada é distribuída simetricamente e tem extensão de 45 m; possui inspiração neoclássica e não possui muitos adornos decorativos, o que a faz possuir uma arquitetura “sóbria e equilibrada”, segundo Lamego.
Foi construído a pedido do Comendador Cláudio do Couto e Souza para servir como sua moradia. Após várias gerações, hoje o Solar pertence a Nelson Luis Lamego.
A fachada principal possui cinco grandes janelas em arco pleno com raios em madeira e três estreitas sacadas com grades de ferro. As demais fachadas seguem um mesmo padrão de abertura com vergas retas. Seu sistema construtivo é de alvenaria autoportante de adobe ou tijolos cerâmicos maciços e madeira. Possui telhado cerâmico com acabamento de cimalha com quatro águas em seu corpo principal e, nas demais partes, uma possui duas e a outra, uma água (CHAGAS, 2010; INEPAC, 2004).